# Epimetheus (måne)
 For alternative betydninger, se Epimetheus (flertydig). (Se også artikler, som begynder med Epimetheus)
Epimetheus er en af planeten Saturns måner: Den er opkaldt efter titaniden Epimetheus fra den græske mytologi; et navn som den Internationale Astronomiske Union først formelt vedtog i 1983 — indtil da havde den officielt betegnelsen Saturn XI (XI er romertallet for 11).

## Opdagelsen og Epimetheus' omløbsbane
Epimetheus og en anden Saturn-måne, Janus, følger næsten samme omløbsbane omkring Saturn, og det skabte stor forvirring for astronomerne, som troede at der var tale om én og samme måne, og forgæves forsøgte at få de modstridende data til at passe på én måne.
Epimetheus blev første gang observeret den 18. december 1966, af Richard L. Walker: Han troede først at det var samme objekt, Janus, som var blevet opdaget tre dage forinden. Først i oktober 1978 gik det op for Stephen M. Larson og John W. Fountain, at der i virkeligheden er tale om to forskellige måner. Dette blev endegyldigt bekræftet den 1. marts 1980, da rumsonden Voyager 1 passerede Saturn og dens måner.
Der er ca. 50 kilometers forskel på radius i henholdsvis Janus' og Epimetheus' omløbsbaner, og det gør at den ene med fire års mellemrum er nær ved at "indhente" den anden. Imidlertid får deres indbyrdes tyngdekræfter dem til at ændre omløbsbane: Faktisk bytter de to måner banedata hvert 4. år — en mekanisme der i skrivende stund (august 2005) ikke er set andre steder i vores solsystem.

## Epimetheus' overflade
Overfladen på Epimetheus har talrige kratre over 30 kilometer, så vel som furer og bjergrygge i alle størrelser. Efter mængden af kratre at dømme er Epimetheus-landskabet temmelig gammelt. Det er tænkeligt at Epimetheus og Janus engang har været én, sammenhængende måne, men i så fald er de blevet delt temmelig tidligt i Saturn-systemets historie. Den lave massefylde og relativt høje albedo kunne tyde på at Janus består af meget porøs is. Der er dog en del usikkerhed om disse tal, så denne teori mangler stadig at blive endeligt bekræftet.